# Scomberomorus concolor
Scomberomorus concolor ist ein Raubfisch aus der Familie der Makrelen und Thunfische. Er wird sowohl als Sportfisch als auch kommerziell befischt und wird als gefährdet betrachtet.

## Beschreibung
Scomberomorus concolor erreicht eine Maximallänge von etwa 77 Zentimetern. Der Körper ist spindelförmig. Die lange erste Rückenflosse besteht aus 15 bis 18 Hartstrahlen, wovon der fünfte der Längste ist. Die zweite Rückenflosse hat 16 bis 20 Weichstrahlen. Der Ansatz der Afterflosse mit 19 bis 23 Weichstrahlen liegt dem der zweiten Rückenflosse gegenüber. Die Schwanzflosse ist groß und tief gekerbt. Auf der Oberseite des Schwanzstieles befinden sich sechs bis neun Flössel, auf der Unterseite sechs bis acht. Die Bauchflossen sind sehr klein, die Brustflossen setzen hinter den Kiemendeckeln auf der Körpermitte an. Eine Schwimmblase ist nicht vorhanden. Wie bei vielen Scomberomorus-Arten verläuft auch bei Scomberomorus concolor die Seitenlinie recht unregelmäßig. Etwa ab den letzten Strahlen der ersten Rückenflosse lauft sie schräg abwärts, ab dem Ende der zweiten Rückenflosse auf der Körpermitte. Die Rücken der Männchen sind stahlblau. Die Flanken sind bei Männchen schlicht silbern glänzend und nicht wie bei vielen anderen Scomberomorus-Arten gemustert, bei Weibchen dunkler mit bräunlichen Flecken. Juvenile Exemplare zeigen auf ihren Flanken dunkle, ovale Flecken.

## Verbreitung, Lebensraum und Biologie
Das Verbreitungsgebiet von Scomberomorus concolor beschränkt sich auf die Gewässer um Niederkalifornien. Über die Biologie dieser Art ist so gut wie nichts bekannt. Es handelt sich um einen Raubfisch, der wie alle Scombriden ein schneller Schwimmer ist. Die Tiere leben über dem Schelf.